# Crazy Love (Michael Bublé)
Crazy Love è il sesto album in studio del cantante canadese Michael Bublé, pubblicato il 16 ottobre 2009 dalla Warner Music.
In Italia l'album è stato certificato multi-platino dalla FIMI per le oltre 120 000 copie vendute.
Il CD ha raggiunto la prima posizione nelle classifiche Billboard 200, Official Albums Chart, Billboard Canadian Albums, in Italia, Irlanda ed Australia, la seconda in Argentina ed Olanda, la terza in Nuova Zelanda, la quarta in Svizzera e Danimarca, la quinta in Francia e Portogallo, l'ottava in Austria e Polonia e la decima in Messico.

## Tracce

### Standard Edition - CD / Digital Download
1. Cry Me a River (Arthur Hamilton) - 4:15
2. All of Me (Gerald Marks, Seymour Simons) - 3:08
3. Georgia on My Mind (Hoagy Carmichael, Stuart Gorrell) - 3:08
4. Crazy Love (Van Morrison) - 3:31
5. Haven't Met You Yet (Michael Bublé, Alan Chang, Amy S Foster) - 4:05
6. All I Do Is Dream of You (Nacio Herb Brown, Arthur Freed) - 2:32
7. Hold On (Michael Bublé, Alan Chang, Amy S Foster) - 4:05
8. Heartache Tonight (Don Henley, Glenn Frey, Bob Seger, J. D. Souther) - 3:52
9. You're Nobody Till Somebody Loves You (Russ Morgan, Larry Stock, James Cavanaugh) - 3:07
10. Baby (You've Got What It Takes) (featuring Sharon Jones and The Dap-Kings) (Clyde Otis, Murray Stein) - 3:20
11. At This Moment (Billy Vera) - 4:35
12. Stardust (featuring Naturally 7) (Hoagy Carmichael, Mitchell Parish) - 3:13
13. Whatever It Takes (featuring Ron Sexsmith) (Ron Sexsmith) - 4:35

### Exclusive Fan Edition - 2CD+DVD

#### Disco 1
1. Cry Me a River (Arthur Hamilton) - 4:15
2. All of Me (Gerald Marks, Seymour Simons) - 3:08
3. Georgia on My Mind (Hoagy Carmichael, Stuart Gorrell) - 3:08
4. Crazy Love (Van Morrison) - 3:31
5. Haven't Met You Yet (Michael Bublé, Alan Chang, Amy S Foster) - 4:05
6. All I Do Is Dream of You (Nacio Herb Brown, Arthur Freed) - 2:32
7. Hold On (Michael Bublé, Alan Chang, Amy S Foster) - 4:05
8. Heartache Tonight (Don Henley, Glenn Frey, Bob Seger, J. D. Souther) - 3:52
9. You're Nobody Till Somebody Loves You (Russ Morgan, Larry Stock, James Cavanaugh) - 3:07
10. Baby (You've Got What It Takes) (featuring Sharon Jones and The Dap-Kings) (Clyde Otis, Murray Stein) - 3:20
11. At This Moment (Billy Vera) - 4:35
12. Stardust (featuring Naturally 7) (Hoagy Carmichael, Mitchell Parish) - 3:13
13. Whatever It Takes (featuring Ron Sexsmith) (Ron Sexsmith) (Bonus Track for all editions) - 4:35

#### Disco 2
1. Home (International Pop Mix) - 3:41
2. Spider-Man Theme Song (Junkie XL Remix) - 3:07
3. It Had Better Be Tonight (Meglio stasera) (Zoned Out Mix) - 3:15
4. Save the Last Dance for Me (StarCity Remix) - 3:36
5. Comin' Home Baby (Duettocon Boyz II Men) (Frank Popp Remix) - 3:09
6. Sway (Ralphi's Salsation Edit) - 3:08
7. Lost (International Pop Mix) - 3:26
8. Everything (Bob Rock Mix) - 3:35
9. Baby (You've Got What It Takes) (featuring Sharon Jones and The Dap-Kings) (Frisky Mix) - 3:20

#### Disco 3
1. Making of del disco - 25:00

## Andamento nella classifica italiana degli album
| Posizione | 3  | 1  | 4  | 5  | 8  | 11 | 17 | 13 | 11 | 9  | 7  | 10 | 14 | 4  | 3  | 3  | 7  | 11 | 16 | 29 |
| Settimana | 21 | 22 | 23 | 24 | 25 | 26 | 27 | 28 | 29 | 30 | 31 | 32 | 33 | 34 | 35 | 36 | 37 | 38 | 39 | 40 |
| Posizione | 25 | 23 | 25 | 34 | 47 | 51 | 53 | 52 | 46 | 33 | 34 | 36 | 44 | 49 | 56 | 56 | 82 | 75 |    |    |